# 誰家灶頭無煙火
《誰家灶頭無煙火》，香港電視廣播有限公司時裝處境喜劇，以高清技術拍攝，由岳華、陳智燊、田蕊妮及歐錦棠領銜主演，監製徐遇安。亦是田蕊妮及歐錦棠至離開亞洲電視後在無綫電視首度合作的電視劇。

## 演員表

### 鍾家
| 演員           | 角色   | 暱稱/關係 |
| 黃得生（少年） | 鍾國柱 | 大佬鍾、鐵筆食神 《高瞻日報》副刊總編輯 孫碧雲、竇桂森之夫 鍾國棟之兄 鍾思翰、鍾思雅之父 孫瑪利之姐夫 田凱之師父 對蟹、荔枝、芋頭敏感 被《潮》雜誌評爲十大名筆之一 於第160集退休 |
| 關浩揚（青年） | 鍾國柱 | 大佬鍾、鐵筆食神 《高瞻日報》副刊總編輯 孫碧雲、竇桂森之夫 鍾國棟之兄 鍾思翰、鍾思雅之父 孫瑪利之姐夫 田凱之師父 對蟹、荔枝、芋頭敏感 被《潮》雜誌評爲十大名筆之一 於第160集退休 |
| 岳 華          | 鍾國柱 | 大佬鍾、鐵筆食神 《高瞻日報》副刊總編輯 孫碧雲、竇桂森之夫 鍾國棟之兄 鍾思翰、鍾思雅之父 孫瑪利之姐夫 田凱之師父 對蟹、荔枝、芋頭敏感 被《潮》雜誌評爲十大名筆之一 於第160集退休 |
| 蔡潔雯         | 孫碧雲 | 鍾國柱之亡妻 孫瑪利之亡姐 鍾思翰之亡母 鍾國棟之亡大嫂 鍾思雅亡大妈 竇桂森亡情敌 已去世（出現於第34集） |
| 陳嘉嘉（少年） | 竇桂森 | 森姨 家庭主婦 善心坊幹事 鍾國柱之第二任妻子 鍾思翰之细妈 鍾思雅之母 鍾國棟之继大嫂 孫碧雲之情敌 被孫瑪利針對 |
| 馬海倫         | 竇桂森 | 森姨 家庭主婦 善心坊幹事 鍾國柱之第二任妻子 鍾思翰之细妈 鍾思雅之母 鍾國棟之继大嫂 孫碧雲之情敌 被孫瑪利針對 |
| 歐錦棠         | 鍾國棟 | 網上購物店「百寶點」老闆 “一對波鞋走天涯”網誌主人 鍾國柱之弟 鍾思翰、鍾思雅之二叔 岑貝兒之歡喜冤家 孫碧雲、竇桂森之叔仔 孫瑪利之姻弟 湯美菁之友 賀嘉寶之前夫 Ann之前女婿 米芷縈之未婚夫，後分手 Roger、貢品、Brian之情敵 假裝孫瑪利之男友 John、Calvin、Simon、金大日之舊同學 “聖海煞書院四條A”之一（黑桃A） 曾被白玫瑰暗戀 於第160集為岑貝兒之夫                           |
| 林漪娸         | 孫瑪利 | Mary 收租業主 妙手仁心會幹事 鍾國柱之姨仔 孫碧雲之妹 鍾思翰之姨 鍾思雅之繼姨 鍾國棟之姻姐 針對竇桂森 曾假裝鍾國棟之女友 欣賞高仁，後為其女友 於第160集為高仁之第二任妻子 |
| 劉彥夆（童年） | 鍾思翰 | Sam 「美味廚藝中心」中、西餐烹飪助教／甜品導師 「第一饌」大廚 鍾國柱、孫碧雲之子 竇桂森之繼子 鍾思雅之同父異母兄 鍾國棟之侄 孫瑪利之姨甥子 田凱之好友 全定琪之友，後為男友 於第160集為全定琪之夫 岑貝兒之下屬兼徒弟，於160集為其侄 曾暗戀Michelle 被戴司梅仰慕 「心思餅房」之老闆 拿手菜式為 “飯面蒸茄子”、 “滑蛋炒牛肉”、 “紫菜蛋花肉片湯”、 “金華玉樹雞” 參見美味廚藝中心 |
| 陳智燊         | 鍾思翰 | Sam 「美味廚藝中心」中、西餐烹飪助教／甜品導師 「第一饌」大廚 鍾國柱、孫碧雲之子 竇桂森之繼子 鍾思雅之同父異母兄 鍾國棟之侄 孫瑪利之姨甥子 田凱之好友 全定琪之友，後為男友 於第160集為全定琪之夫 岑貝兒之下屬兼徒弟，於160集為其侄 曾暗戀Michelle 被戴司梅仰慕 「心思餅房」之老闆 拿手菜式為 “飯面蒸茄子”、 “滑蛋炒牛肉”、 “紫菜蛋花肉片湯”、 “金華玉樹雞” 參見美味廚藝中心 |
| 冼迪琦（童年） | 鍾思雅 | 大學生 曾於《高瞻日報》實習，後為其報擔當自由撰稿人 鍾國柱、竇桂森之女 鍾思翰之同父異母妹 鍾國棟之侄女；160集成為岑貝兒侄女 孫瑪利之繼姨甥女 孫碧雲之继女 田凱之女友 視錢大軍為學習目標 曾與父親因工作態度問題而產生誤會 （鴛鴦湯底）專欄編輯之一 |
| 龔嘉欣         | 鍾思雅 | 大學生 曾於《高瞻日報》實習，後為其報擔當自由撰稿人 鍾國柱、竇桂森之女 鍾思翰之同父異母妹 鍾國棟之侄女；160集成為岑貝兒侄女 孫瑪利之繼姨甥女 孫碧雲之继女 田凱之女友 視錢大軍為學習目標 曾與父親因工作態度問題而產生誤會 （鴛鴦湯底）專欄編輯之一 |
| 楊英偉         | 楊醫生 | 孫瑪利之丈夫 已去世 |

### 岑家 / 唐家
| 演員   | 角色   | 暱稱/關係 |
| 蔡康年 | 岑耀祖 | 肥岑 前瑞士中國領事館主廚 陸采霞之前夫 岑貝兒、岑海兒（唐晶晶）之父 有酗酒和賭博習慣 18年前因虐打陸采霞導致其帶同岑海兒出走 已故                                                                                         |
| 呂 珊  | 陸采霞 | 霞姨 「百寶點」職員 保齡球高手 阿根廷布宜諾斯艾利斯唐人街前餐館員工、老闆娘 岑耀祖之前妻，後為唐福之妻 18年前受岑耀祖虐打而帶同岑海兒出走 岑貝兒、岑海兒（唐晶晶）之母 不喜歡岑貝兒與Brian來往 患腦退化症 患肝衰竭後治愈 |
| 田蕊妮 | 岑貝兒 | Carmen 岑耀祖、陸采霞之女 岑海兒之姊 參見美味廚藝中心 |
| 李璧琦 | 岑海兒 | 海兒 又名唐晶晶 岑耀祖、陸采霞之女 唐福之繼女 岑貝兒之妹 何家明之暗戀對象，於第155集成為其女友 參見高瞻日報 |
| 羅浩楷 | 唐 福  | 老唐 阿根廷布宜諾斯艾利斯唐人街前餐館員工、老闆 陸采霞之夫 岑貝兒、岑海兒之繼父 |

### 高家
| 演員   | 角色   | 暱稱/關係 |
| 羅樂林 | 高 仁  | 高楷、全定琪之父 參見高瞻日報 |
| 戴耀明 | 高 楷  | Raymond、細高生、楷少 天楷工場廣告公司老闆 高仁之子 全定琪同父異母之哥哥 曾對全定琪有好感，之後知道是其同父異母之妹妹 曾重用歐高榮 曾對年素珊有好感 |
| 何傲兒 | 全定琪 | 高仁之私生女 參見高瞻日報 |

### 田家
| 演員   | 角色  | 暱稱/關係           |
| 丁主惠 |       | 田凱之母 針對鍾思雅 |
| 陳佩思 |       | 田凱之大姐          |
| 湯俊明 |       | 田凱之大姐夫        |
| 趙希洛 |       | 田凱之二姐          |
| 張達倫 |       | 田凱之二姐夫        |
| 楊 明  | 田 凱 | 參見高瞻日報        |

### 高瞻日報
| 演員            | 角色      | 暱稱/關係 |
| 羅樂林          | 高 仁     | 《高瞻日報》老闆 高楷、全定琪之父 欣賞孫瑪利，後為其男友 於第160集為孫瑪利之第二任丈夫 患有心臟病、糖尿病、血壓高等病症 曾與錢大軍不和 曾為紮鐵工人及二廚                                                                                                 |
| 李家鼎          | 錢大軍    | 老總 《高瞻日報》總編輯 對孫瑪利有好感 曾與高仁不和 曾兩次獲得華文報業記者大獎金獎 鍾思雅之學習目標 於第160集退休 |
| 岳 華           | 鍾國柱    | 《高瞻日報》副刊副總編輯 於第160集退休 參見鍾家 |
| 丘芷蓉 （童年） | 唐晶晶    | 晶晶、海兒、女神（何家明專用） 原名岑海兒 高瞻日報自由撰稿人 由《高瞻日報》副刊記者升為副刊編輯，之後辭職；最後於《高瞻日報》兼職，成為自由撰稿人 岑耀祖、陸采霞之幼女 岑貝兒之妹 田凱之前租客兼前暗戀對象 何家明之暗戀對象，於第155集成為其女友 參見岑家 |
| 李璧琦          | 唐晶晶    | 晶晶、海兒、女神（何家明專用） 原名岑海兒 高瞻日報自由撰稿人 由《高瞻日報》副刊記者升為副刊編輯，之後辭職；最後於《高瞻日報》兼職，成為自由撰稿人 岑耀祖、陸采霞之幼女 岑貝兒之妹 田凱之前租客兼前暗戀對象 何家明之暗戀對象，於第155集成為其女友 參見岑家 |
| 江榮暉          | 戴司卿    | 大師兄 《高瞻日報》娛樂版編輯，後兼任副刊編輯 戴司梅之孿生哥哥 錢大軍之心腹 貢品之柔道學生 對岑海兒有好感 曾追求湯美菁 曾破壞白玫瑰與唐連子之婚事 蓮之男友，後為丈夫 於第160集升為總編輯，並為蓮之夫                                                      |
| 楊 明           | 田 凱     | 《高瞻日報》副刊攝影記者 姓名諧音：填海 鍾國柱之徒弟 鍾思翰之好友 何家明之房東 唐晶晶（岑海兒）、白玫瑰之前房東 曾對唐晶晶（岑海兒）有好感 何家明之前情敵 鍾思雅之男友 於第160集升為採訪主任 （鴛鴦湯底）專欄編輯之一                                     |
| 龔嘉欣          | 鍾思雅    | 於《高瞻日報》實習，後為自由撰稿人 於第160集成為正式記者 參見鍾家 |
| 趙永洪          | 歐高榮    | Outgoing 《高瞻日報》行政人員 高仁之得力助手 彭嘉美之初戀男友 年素珊之好友，後為男友 於第160集為年素珊之夫 曾被高楷重用而被誤會為其私生子 曾受命於高仁，假意追求全定琪                                                                                    |
| 李啟傑          | 高戴威    | 風月威 《高瞻日報》副刊風月版記者 欣賞定格少女，後為定格大叔 擁有柔道藍帶 |
| 朱 璇           | 年素珊    | Susan 《高瞻日報》副刊見習記者 歐高榮之好友，後為女友 於第160集為歐高榮之妻 |
| 楊潮凱          | 姚家強    | 《高瞻日報》副刊見習記者 曾被唐晶晶指責不認真工作 曾打算追求鍾思雅，後放棄 擁有柔道棕帶 |
| 何傲兒          | 全定琪    | 初為《高瞻日報》港聞版記者，於第101集為副刊記者 高仁之女 高楷同父異母之妹 龔家諾之中學同學 鍾思翰之友，後為女友 於第160集為鍾思翰之妻 曾被歐高榮假意追求 熟悉甜品知識 名字諧音：存定期                                                                    |
| 杜大偉          | 陳子昌    | 港聞昌 《高瞻日報》港聞版記者 |
| 黃子衡          | 林浩炳    | 《高瞻日報》港聞版記者 曾對全定琪有好感 |
| 羅鈞滿          | 蔡旭輝    | 港聞輝 《高瞻日報》港聞版記者 |
| 王致狄          | 輝        | 細輝 《高瞻日報》港聞版記者 |
| 劉 俐           | Abby      | 《高瞻日報》娛樂版記者 |
| 陳珈穎          | Catherine | 《高瞻日報》娛樂版記者 |
| 黃煒溏          | 泉        | 《高瞻日報》印刷排版員 |
| 司徒暉          | Peter     | 《高瞻日報》美術部員工 |
| 梁健平          | 余 彪     | 前《高瞻日報》副刊編輯 《爆炸日報》總編輯 |

### 美味廚藝中心／第一饌
| 演員            | 角色       | 暱稱/關係 |
| 鄭可琳（童年）  | 岑貝兒     | Carmen、美女廚神、魔鬼教練 「美味廚藝中心」中餐烹飪導師 保齡球高手 岑耀祖、陸采霞之長女 岑海兒（唐晶晶）之姊 鍾國棟之歡喜冤家 鍾思翰之上司兼師父，160集成為其二嬸 湯美菁、蓮之上司 白玫瑰之租客兼好友 賀嘉寶及米芷縈之友 賀嘉寶之情敵 曾與白玫瑰分開居住 曾與鍾國柱不和 曾被邀請擔任長島酒店中菜部總廚，後拒絕 私下教授竇桂森廚藝 曾放棄保龄球 曾主持《貝兒好煮意》 於第160集為鍾國棟之第二任妻子，並為私房菜「誰家灶頭」之老闆 |
| 蔣家旻 （青年） | 岑貝兒     | Carmen、美女廚神、魔鬼教練 「美味廚藝中心」中餐烹飪導師 保齡球高手 岑耀祖、陸采霞之長女 岑海兒（唐晶晶）之姊 鍾國棟之歡喜冤家 鍾思翰之上司兼師父，160集成為其二嬸 湯美菁、蓮之上司 白玫瑰之租客兼好友 賀嘉寶及米芷縈之友 賀嘉寶之情敵 曾與白玫瑰分開居住 曾與鍾國柱不和 曾被邀請擔任長島酒店中菜部總廚，後拒絕 私下教授竇桂森廚藝 曾放棄保龄球 曾主持《貝兒好煮意》 於第160集為鍾國棟之第二任妻子，並為私房菜「誰家灶頭」之老闆 |
| 田蕊妮          | 岑貝兒     | Carmen、美女廚神、魔鬼教練 「美味廚藝中心」中餐烹飪導師 保齡球高手 岑耀祖、陸采霞之長女 岑海兒（唐晶晶）之姊 鍾國棟之歡喜冤家 鍾思翰之上司兼師父，160集成為其二嬸 湯美菁、蓮之上司 白玫瑰之租客兼好友 賀嘉寶及米芷縈之友 賀嘉寶之情敵 曾與白玫瑰分開居住 曾與鍾國柱不和 曾被邀請擔任長島酒店中菜部總廚，後拒絕 私下教授竇桂森廚藝 曾放棄保龄球 曾主持《貝兒好煮意》 於第160集為鍾國棟之第二任妻子，並為私房菜「誰家灶頭」之老闆 |
| 布偉傑          | Roger Cake | 「美味廚藝中心」前西餐烹飪導師 「第一饌」老闆 欣賞鍾思翰烹調甜品技巧 暗戀岑貝兒 曾對鍾國棟態度不友善 |
| 陳智燊          | 鍾思翰     | 「美味廚藝中心」前西餐烹飪助教／甜品導師 「第一饌」合夥人 岑貝兒之下屬兼徒弟 於第160集辭職，並為「心思餅房」之老闆 參見鍾家 |
| 朱慧敏          | 湯美菁     | Jackie 「美味廚藝中心」行政秘書 岑貝兒之下屬 間中在「第一饌」幫手 劉立春之未婚妻，後分手 鍾國棟之友 曾被戴司卿追求 |
| 沈可欣          | 蓮         | 「美味廚藝中心」接待員 戴司卿之女友，後為妻子 鍾國棟之友 於第160集為戴司卿之妻 |
| 夏 萍           | 麗 姐      | 「第一饌」收銀員 游九之友 |
| 黃耀煌          |            | 「第一饌」侍應 |
| 鄭家俊          |            | 「第一饌」侍應 |

### 百寶點
| 演員   | 角色   | 暱稱/關係 |
| 歐錦棠 | 鍾國棟 | 「百寶點」老闆 參見鍾家 |
| 馬蹄露 | 白玫瑰 | Rose、玫瑰姐、玫妃 「百寶點」經理 岑貝兒之包租婆兼好友 田凱之前租客 曾先後為唐連子、馬田之未婚妻 曾被戴司卿破壞其婚事 曾暗戀鍾國棟，後因岑貝兒而放棄 曾與岑貝兒分開居住 於第155集與裘俊發展，於第160集為其妻 |
| 李霖恩 | 何家明 | 「百寶點」職員 田凱之租客兼家務助理 田凱之前情敵 被伊雲收養 暗戀唐晶晶，於第155集成為其男友 曾兼職保險經紀 擁有鋼琴八級資格                                                                                  |
| 呂 珊  | 陸采霞 | 「百寶點」兼職會計 參見岑家 / 唐家 |

### 其他固定角色
| 演員   | 角色   | 暱稱/關係                                                                                |
| 楊卓娜 | 賀嘉寶 | Jessie、雀屎（白玫瑰專稱） 賀昌眼鏡前老闆 Ann之女 鍾國棟前妻 劉立春前情婦 設局陷害岑貝兒 |
| 楊卓娜 | 米芷縈 | Rachel 曾為地產經紀，現為酒店經理 鍾國棟之未婚妻，後分手 岑貝兒之好友                    |
| 陳曼娜 | Ann    | 賀嘉寶之母 鍾國棟之前岳母 岑耀祖之前情人 岑貝兒之好友                                    |
| 何啟南 | 劉立春 | 湯美菁之未婚夫，後分手 鍾國棟之好友 賀嘉寶之前情夫，間接導致鍾國棟、賀嘉寶離婚           |
| 吳香倫 | 金 太  | 妙手仁心會幹事 孫瑪利之好友                                                              |
| 蘇麗明 | 錢 太  | 妙手仁心會幹事 孫瑪利之好友                                                              |
| 潘麗施 | 朱 太  | 妙手仁心會幹事 孫瑪利之好友                                                              |
| 彭凱筠 | 寶 太  | 妙手仁心會幹事 孫瑪利之好友                                                              |
| 黃子雄 | 葉 斌  | Ben 葉氏集團之少東                                                                       |
| 黃子雄 | Brian  | 拜仁、大頭仔 機師 岑貝兒之男友，但求婚失敗 鍾國棟之情敵                                  |
| 徐 榮  | 裘 俊  | 妻子已去世，育有一子 高仁的生意夥伴 於155集與白玫瑰發展，於第160集為其夫                 |
| 潘冠霖 | 娣     | Coffee Corner員工                                                                        |
| 謝卓言 | 仔     | Coffee Corner員工                                                                        |
| 林映輝 | 老闆娘 | Coffee Corner老闆娘                                                                      |
| 姚瑩瑩 | 何美美 | May 孕婦 善心坊幹事 竇桂森之友 唐晶晶之大學同學                                          |
| 陳 琪  | Mabel  | 善心坊幹事 竇桂森之友 曾對鍾國棟有好感                                                   |
| 王俊棠 | 棠 哥  | 「百寶點」所處大廈之保安員                                                               |

### 單元角色
| 演員        | 角色                           | 暱稱/關係                                                                             |
| 張美妮      | 孫 太                          |                                                                                       |
| 王維德      | 何超凡                         | 過氣影帝                                                                              |
| 王維德      | 劉 華                          |                                                                                       |
| 王維德      | 周經理                         | 米芷縈之上司                                                                          |
| 趙樂賢      | 酒樓侍應                       | （第1集）                                                                             |
| 趙樂賢      | 黃金貴                         | （第1集）                                                                             |
| 游 飈       | 酒樓部長                       | （第1集）                                                                             |
| 魏惠文      | 酒樓經理                       | （第1集）                                                                             |
| 魏惠文      | 保安主任                       |                                                                                       |
| 許碧姬      | 婆 婆                          | （第6集）                                                                             |
| 許碧姬      | 婆 婆                          | 過馬路時，被鍾思雅嚇壞的婆婆（第41集）                                                |
| 許碧姬      | 梅心蘭                         | 白玫瑰之母（第111集）                                                                 |
| 許碧姬      | 馬常麗芯                       | 馬田之母                                                                              |
| 江富強      | 酒樓大廚                       |                                                                                       |
| 江富強      | 男 子                          |                                                                                       |
| 江富強      | 老 闆                          |                                                                                       |
| 江富強      | 醉 漢                          |                                                                                       |
| 曾健明      | 劉千總                         |                                                                                       |
| 曾健明      | 梁 文                          |                                                                                       |
| 曾健明      | 茂 叔                          | 賀昌眼鏡之職員，後為老闆                                                              |
| Seth Leslie | Joe                            | 與Sam同住朋友                                                                         |
| 孫慧雪      | Sam                            | Joe之女友                                                                             |
| 孫慧雪      | 護 士                          |                                                                                       |
| 孫慧雪      | Wing Wing                      | 米芷縈之同事                                                                          |
| 鍾志光      | 張總廚                         |                                                                                       |
| 吳幸美      | 馬 太                          | 岑貝兒之前學員                                                                        |
| 鄭家俊      | 應徵者                         | 應徵「美味廚藝」西餐烹飪助教一職                                                      |
| 朱敏瀚      | 應徵者                         | 應徵「美味廚藝」西餐烹飪助教一職                                                      |
| 黎桐康      | 應徵者                         | 應徵「美味廚藝」西餐烹飪助教一職                                                      |
| 黎桐康      | 師 傅                          |                                                                                       |
| 王致狄      | 應徵者                         | 應徵「美味廚藝」西餐烹飪助教一職                                                      |
| 王致狄      | 保安主任                       |                                                                                       |
| 王致狄      | 部 長                          |                                                                                       |
| 黎柏麟      | 華                             |                                                                                       |
| 李 豪       | 宅 男                          | 「百寶點」之顧客                                                                      |
| 李 豪       | Matthew                        | 曾約會鍾思雅，但欺騙她                                                                |
| 李 豪       | 球場侍應                       | 保齡球場小食亭職員                                                                    |
| 李 豪       | 男同學                         | 暗戀全定琪 針對龔家諾 全定琪之中學同學                                                |
| 黃梓瑋      | 網購主婦                       | 「百寶點」之顧客                                                                      |
| 黃梓瑋      | 家 長                          |                                                                                       |
| 林遠迎      | 龔 生                          | 鍾家之鄰居                                                                            |
| 華忠男      | 黎                             |                                                                                       |
| 陳嘉嘉      | 學 員                          |                                                                                       |
| 陳嘉嘉      | 楚 雪                          | 定格女生 鍾思翰、田凱之大學師妹 高戴威訪問對象                                        |
| 陳亭嘉      | 學 員                          |                                                                                       |
| 陳亭嘉      | Joyce                          | 鍾思雅之好友                                                                          |
| 馬詠恩      | 學 員                          |                                                                                       |
| 招石文      | 陳 生                          |                                                                                       |
| 招石文      | 劉定圖                         | 雕豆腐的世界紀錄保持者                                                                |
| 卓 躒       | 兄                             |                                                                                       |
| 卓 躒       | 李 洪                          |                                                                                       |
| 黃得生      | 弟                             |                                                                                       |
| 黃得生      | 彬                             | 岑貝兒之前男友 因岑貝兒的保齡球球技比他出色而分手                                     |
| 黃得生      | 高氏休閒城之經理               |                                                                                       |
| 黃得生      | 富二代                         |                                                                                       |
| 曾 敏       | 店 員                          |                                                                                       |
| 曾 敏       | 高Ling                         | 高仁之前女友                                                                          |
| 羅欣羚      | 店 員                          |                                                                                       |
| 羅欣羚      | 黃金貴之助手                   |                                                                                       |
| 蕭徽勇      | 蕭 生                          |                                                                                       |
| 林影紅      | 蕭 太                          |                                                                                       |
| 林影紅      | 小 紅                          |                                                                                       |
| 區靄玲      | Candy                          |                                                                                       |
| 區靄玲      | 梁美婷                         | Coffee Corner前老闆                                                                   |
| 高爾珩      | 婆 婆                          |                                                                                       |
| 鄧以豪      | 漢                             |                                                                                       |
| 司徒暉      | 商場保安                       |                                                                                       |
| 司徒暉      | 學 員                          |                                                                                       |
| 司徒暉      | 球場職員                       |                                                                                       |
| 陳志健      | 店 員                          |                                                                                       |
| 陳志健      | 張 子                          |                                                                                       |
| 潘宗揚      | 侍 應                          |                                                                                       |
| 潘宗揚      | 李洪之助手                     |                                                                                       |
| 吳雲甫      | 情 侶                          |                                                                                       |
| 吳雲甫      | 伙 記                          |                                                                                       |
| 張東照      | 情 侶                          |                                                                                       |
| 陳珈穎      | 情 侶                          |                                                                                       |
| 陳珈穎      | 學 員                          |                                                                                       |
| 李泳珊      | 情 侶                          |                                                                                       |
| 姚浩政      | 客 人                          |                                                                                       |
| 姚浩政      | 潘 安                          |                                                                                       |
| 孫慧蓮      | 婆 婆                          |                                                                                       |
| 楊依依      | 婆 婆                          |                                                                                       |
| 許思敏      | 菜檔人                         |                                                                                       |
| 楊家輝      | 肉檔人                         |                                                                                       |
| 傅劍虹      | 部 長                          |                                                                                       |
| 葉 暐       | 管理員                         |                                                                                       |
| 葉 暐       | 導 演                          | 《貝兒好煮意》之導演                                                                  |
| 邵卓堯      | 醫 生                          |                                                                                       |
| 邵卓堯      | 司 機                          | 高仁之司機                                                                            |
| 葉婷芝      | 護 士                          |                                                                                       |
| 子明        | 菁 父                          | 湯美菁之父                                                                            |
| 子明        | 游 九                          | 九叔 美味廚藝中心幕後老闆 十姑娘之兄 賞識岑貝兒                                       |
| 廖麗麗      | 菁 母                          | 湯美菁之母                                                                            |
| 廖麗麗      | 陳校長                         | 張忠山紀念小學之校長 岑貝兒之小學班主任                                               |
| 丁樂鍶      | 春 妹                          | 妹頭 劉立春之妹                                                                       |
| 丁樂鍶      | Yummi                          |                                                                                       |
| 丁樂鍶      | 高楷公司之模特兒               |                                                                                       |
| 江梓瑋      | 保安員                         |                                                                                       |
| 張國洪      | 戥穿石                         |                                                                                       |
| 張國洪      | 蕭 生                          |                                                                                       |
| 趙敏通      | 戥穿石                         |                                                                                       |
| 趙敏通      | 張友德                         | 香港傷健運動員 世界傷健馬拉松記錄保持者                                               |
| 曾愛媚      | 姊 妹                          |                                                                                       |
| 何慶輝      | 經 紀                          |                                                                                       |
| 陳建文      | 經 紀                          |                                                                                       |
| 陳宛蔚      | 女文員                         |                                                                                       |
| 陳宛蔚      | 美 女                          |                                                                                       |
| 陳宛蔚      | 護 士                          |                                                                                       |
| 張韋怡      | 女文員                         |                                                                                       |
| 張韋怡      | 病 人                          |                                                                                       |
| 張韋怡      | 菜松子                         | 電影《被嫌棄的菜松子的一生》之女主角                                                  |
| 菁 瑋       | 女文員                         |                                                                                       |
| 歐瑞偉      | John                           | “聖海煞書院四條A”之一 鍾國棟之舊同學                                                  |
| 歐瑞偉      | 大 聶                          | 針對高仁                                                                              |
| 何偉業      | Calvin                         | “聖海煞書院四條A”之一 鍾國棟之舊同學                                                  |
| 何偉業      | 攝 記                          |                                                                                       |
| 鄺佐輝      | Simon                          | “聖海煞書院四條A”之一 鍾國棟之舊同學                                                  |
| 鄺佐輝      | 梁自強                         | 中國廚神薑味之入室弟子                                                                |
| 鄺佐輝      | 醫 生                          |                                                                                       |
| 張漢斌      | 金大日                         | 鍾國棟之舊同學 曾欺騙鍾國棟金錢、後和解                                               |
| 張漢斌      | 視光師                         |                                                                                       |
| 李岡龍      | 酒店經理                       |                                                                                       |
| 洋          | 馬 田                          | Martin 大排檔之老闆 白玫瑰之前未婚夫,後為其朋友 鍾國棟之Band友 負責薩斯風             |
| 王德基      | 途 人                          |                                                                                       |
| 王德基      | 酒樓經理                       |                                                                                       |
| 王德基      | 助 理                          | 毛一物之助手                                                                          |
| 黎彼得      | Peter                          | 律師 鍾國棟之Band友 負責鼓                                                            |
| 陳狄克      | 陳君容                         | Paul 醫生 鍾國棟之Band友 負責電子琴                                                   |
| 李海生      | Patrick                        | 退休警司 鍾國棟之Band友 負責吉他                                                      |
| 李海生      | 牛 叔                          |                                                                                       |
| Joe Junior  | Paco                           | 上市公司主席 鍾國棟之Band友 負責薩斯風                                                |
| 鄭詠謙      | 網 友                          |                                                                                       |
| 鄭詠謙      | 得 鍾                          |                                                                                       |
| 馬蹄露      | 賊人母                         |                                                                                       |
| 李興華      | 賊 人                          | 曾打劫百寳點                                                                          |
| 李興華      | Jack                           | 米芷縈之同事                                                                          |
| 溫家偉      | 送貨員                         |                                                                                       |
| 湯俊明      | CID                            |                                                                                       |
| 湯俊明      | David                          | 米芷縈之同事                                                                          |
| 羅天宇      | CID                            |                                                                                       |
| 李偉健      | CID                            |                                                                                       |
| 李偉健      | 律 師                          | 曾代表Roger控告鍾國棟                                                                 |
| 陳佩思      | Wendy                          | 婚禮統籌                                                                              |
| 張達倫      | Ben Chit                       | 魯味道私房菜老闆 曾欺騙孫瑪利 曾對湯美菁有好感                                        |
| 張智軒      | Ray                            | 十人聚餐之支持人                                                                      |
| 張智軒      | 爆炸莊                         |                                                                                       |
| 陳偉洪      | Stanley                        |                                                                                       |
| 陳偉洪      | Alan                           |                                                                                       |
| 許家傑      | 王仁表                         | Billy、表哥 「超自然保健中心」職員 欺騙蓮買下貴價床褥                                 |
| 朱維德      | 四眼伯                         |                                                                                       |
| 陳勉良      | 老 陳                          |                                                                                       |
| 陳勉良      | Joyce之爺爺                    |                                                                                       |
| 陳勉良      | 露宿者                         |                                                                                       |
| 江欣庭      | 洪冰冰                         |                                                                                       |
| 顏桂洲      | 龍 哥                          |                                                                                       |
| 白健恩      | 虎 哥                          |                                                                                       |
| 尹詩沛      | 護 士                          |                                                                                       |
| 岑寶兒      | 護 士                          |                                                                                       |
| 曾琬莎      | 護 士                          |                                                                                       |
| 曾守明      | 梁 武                          |                                                                                       |
| 曾守明      | Uncle George                   |                                                                                       |
| 祝文君      | 麗 姑                          |                                                                                       |
| 陳念君      | 知 客                          |                                                                                       |
| 黎秀英      | 陶二姑                         | 音樂農莊之主人 鍾國棟之友                                                             |
| 石天欣      | 何綺敏                         |                                                                                       |
| 李鴻        | 七合居士                       | 神棍 挑撥高仁與錢大軍關係 (第36集：「石頭記」)                                        |
| 李鴻        | 毛一物                         | 寫實派畫家 (第64集：「裸之惑」)                                                       |
| 何俊軒      | Jimmy                          | 投資公司之基金經理 曾有意約會鍾思雅                                                   |
| 何俊軒      | Joyce之父 前羽毛球公開賽冠軍   |                                                                                       |
| 阮 兒       | Catherine                      |                                                                                       |
| 徐玟晴      | 手袋店售貨員                   |                                                                                       |
| 徐玟晴      | 主 持                          |                                                                                       |
| 陳少邦      | Stanley                        | 年素珊之前男友                                                                        |
| 林婉霞      | 時裝店店員                     |                                                                                       |
| 林婉霞      | 性感女郎                       |                                                                                       |
| 謝靜婷      | 內衣店店員                     |                                                                                       |
| 周麗欣      | Elaine                         | 岑貝兒之好友                                                                          |
| 劉桂芳      | Candy                          |                                                                                       |
| 蘇恩磁      | 上官紅娟                       | 鍾國柱之好友                                                                          |
| 杜 港       | 酒樓經理                       |                                                                                       |
| 賀文傑      | 陳 生                          |                                                                                       |
| 沈愛琳      | 社區中心導師                   |                                                                                       |
| 沈愛琳      | 女助手                         |                                                                                       |
| 沈愛琳      | 女同學                         | 全定琪之中學同學                                                                      |
| 黃鳳        | 家 長                          |                                                                                       |
| 曾慧雲      | 家 長                          |                                                                                       |
| 王東泰      | 記 者                          | 爆炸日報記者                                                                          |
| 馬貫東      | 馮仁秋                         |                                                                                       |
| 高俊文      | 何 生                          |                                                                                       |
| 高俊文      | 關大吉                         | 十大華人名廚之一 曾為國宴主廚                                                         |
| 高俊文      | 田在琛                         |                                                                                       |
| 倫紫玄      | 侍 應                          |                                                                                       |
| 彭比得      | 水電師傅                       |                                                                                       |
| 彭比得      | Benny                          |                                                                                       |
| 日 伽       | 惡女客                         |                                                                                       |
| 李 健       | 徐監製                         | 為岑貝兒製作烹飪節目《貝兒好煮意》                                                    |
| 梁舜燕      | 八姨婆                         | 鍾思翰之八姨婆                                                                        |
| 劉一飛      | 領事職員                       | 瑞士中國領事館職員                                                                    |
| 白 彪       | 馮 頂                          | 名廚 於廚藝比賽擊敗岑貝兒 曾邀請鍾思翰為助理，後拒絕                                  |
| 楊智朗      |                                | 馮頂之助手                                                                            |
| 方紹聰      | 助 導                          |                                                                                       |
| 方紹聰      | 侍 應                          |                                                                                       |
| 方紹聰      | 男同學                         | 全定琪之中學同學                                                                      |
| 陳佳琳      | 蔡 咸                          |                                                                                       |
| 羅泳嫻      | 梁 太                          |                                                                                       |
| 岑潔儀      | 學 員                          |                                                                                       |
| 李君妍      | 學 員                          |                                                                                       |
| 李君妍      | 公 關                          |                                                                                       |
| 謝珊珊      | 記 者                          |                                                                                       |
| 何慶輝      | 紫 丹                          | 宇宙最強保安公司老闆                                                                  |
| 郭田葰      | 醫 生                          |                                                                                       |
| 黃德斌      | 貢 品                          | 泰國華僑 高仁之御用按摩師 岑貝兒之鄰居 白玫瑰之友 對岑貝兒有好感 戴司卿之私人柔道教練 |
| 韓毓霞      | 孔 太                          | 妙手仁心會幹事 孫瑪利之友 患有精神病                                                  |
| 鍾 煌       |                                | 賀嘉寶之好友                                                                          |
| 鍾 煌       | 婚紗店店員                     |                                                                                       |
| 郭卓樺      | 吳卓富                         | 鍾國棟之好友及前生意合夥人 對賀嘉寶有好感                                             |
| 鄧英敏      | 詹武士                         | 眼科醫生 曾為鍾國棟進行視網膜手術 為鍾思雅進行激光矯視手術                            |
| 鄧英敏      | 龔教授                         | 鍾思翰、田凱之大學教授 龔家諾之父                                                     |
| 沈震軒      | 李仁迪                         | 國際著名鋼琴家 唐晶晶訪問對象                                                         |
| 簡慕華      | 彭嘉美                         | P&G員工 前廣告界女強人 歐高榮之初戀女友 前腎衰竭患者，後康復 年素珊之友及訪問對象     |
| 鄧永健      | 俊 男                          |                                                                                       |
| 鄧永健      | 華文報業記者大獎頒獎典禮之司儀 |                                                                                       |
| 陳安瑩      |                                |                                                                                       |
| 劉秉賓      | 球場侍應                       | 保齡球場小食亭職員                                                                    |
| 劉秉賓      | 賈富貴                         | 賈正恭之子                                                                            |
| 陳榮峻      | 麥洛基                         | 岑耀祖之同鄉兼前鄰居 鍾國棟之生意合作夥伴                                             |
| 鍾鈺精      | Eva                            | 唐晶晶、田凱之友                                                                      |
| 鍾鈺精      | 學 員                          |                                                                                       |
| 鍾鈺精      | 女文員                         |                                                                                       |
| 蕭凱欣      | 主 持                          |                                                                                       |
| 李善恆      | 病人男友                       |                                                                                       |
| 陳思齊      | 護 士                          |                                                                                       |
| 夏竹欣      | 學 員                          |                                                                                       |
| 蘇晉霆      | 司 儀                          |                                                                                       |
| 關浩揚      | Philip                         |                                                                                       |
| 呂 熙       | 柔道教練                       | 高戴威、姚家強之柔道教練                                                              |
| 頌 誼       | 店 員                          |                                                                                       |
| 頌 誼       | 女同學                         | 全定琪之中學同學                                                                      |
| 鄭子揚      | Simon Kwan                     | 攝影師                                                                                |
| 葉家泓      |                                | Simon Kwan之助手                                                                      |
| 岑潔儀      | Karen                          | 田凱之前女友                                                                          |
| 何慶煇      | 家 屬                          |                                                                                       |
| 方伊琪      | 十姑娘                         | 游九之妹 「味之緣」高級食材店老闆                                                     |
| 葉凱茵      | 周小蘭                         | 才女 十姑娘之世侄女                                                                   |
| 張幗英      | 玉 太                          | 妙手仁心會幹事 孫瑪利之好友（第88集）                                                 |
| 孫季卿      | 賈正恭                         | 澳門富商 20年前為錢大軍訪問對象 賈富貴之父                                            |
| 魏焌皓      | 扒 手                          | 曾偷竊錢大軍之錢包                                                                    |
| 梁政珏      | 展 瞳                          | 全定琪之訪問對象                                                                      |
| 許明志      | 店 員                          |                                                                                       |
| 葉家泓      | 男同學                         | 全定琪之中學同學                                                                      |
| 陳 堃       | 龔家諾                         | 龔教授之子 全定琪之中學同學                                                           |
| 黃文標      | 裝修良                         | 遭劉立春拖欠工資                                                                      |
| 黃文標      | 成 武                          | 馬田之表弟和僱員                                                                      |
| 李榮耀      | 店 員                          |                                                                                       |
| 楊瑞麟      | 史 葛                          | 商舖投資者 鍾國棟之朋友 劉立春之前業主                                                |
| 楊瑞麟      | 李有成                         | 成哥 原名李狗仔 富商 高仁之友，後成仇家 鍾國柱之友                                    |
| 蔡曜力      | 律師行文員                     |                                                                                       |
| 范彩兒      | 女侍應                         | 接待鍾國棟及岑貝兒                                                                    |
| 李忠希      | Jimmy                          | 甜品店東主 寄賣鍾思翰之甜品                                                           |
| 吳香倫      | 貴 婦                          | 與全定琪爭執                                                                          |
| 李亞男      | Michele Yan                    | 鍾思翰之甜品啓蒙老師 鍾思翰之前女友 Ramond之妻子 法魯王餅店之甜品師，後為行政總裁     |
| 魯 芬       | 毛仁勝                         | 《旋風日報》之記者 曾襲擊傷害鍾國柱                                                   |
| 楊證樺      | 壽 仔                          |                                                                                       |
| 楊證樺      | 溫律師                         | 清龍之助手                                                                            |
| 何文進      | 畢 生                          |                                                                                       |
| 何遠東      | Henry                          |                                                                                       |
| 魯文傑      | Peter                          |                                                                                       |
| 朱婉儀      | Nancy                          |                                                                                       |
| 劉 江       | 夏志舜                         | 前高級警司 鍾國柱之朋友 御安大廈保安員                                                |
| 陳文靜      |                                | Dickson之妻 賀嘉寶之友                                                                |
| 張松枝      | 林天光                         | 鍾思翰之甜品班學生 盜取鍾思翰的蛋糕食譜                                               |
| 胡鴻鈞      | 靚仔歌手                       | （第129集）                                                                           |
| 李漫芬      | 紅牡丹                         | 白玫瑰之好友                                                                          |
| 麥皓兒      | Amy                            | 唐蓮子之秘書                                                                          |
| 潘芳芳      | 瑪利亞                         | Sister Maria 何家明之孤兒院修女 已去世                                                |
| 喬寶寶      | 伊雲叔叔                       | 加拿大籍印度裔商人，實為曾犯誤殺罪之釋囚 何家明於孤兒院之助養人                       |
| 陳丹丹      | 廖 太                          | 岑貝兒之學生                                                                          |
| 古明華      | 廖 生                          | 虐待廖太 推岑貝兒落山                                                                 |
| 魯振順      | 清 龍                          | 資深大律師 高仁之法律顧問                                                             |
| 蔡曜力      | 趙律師                         | 清龍之助手                                                                            |
| 安德尊      | 神 仙                          | 月老石神仙 撮合白玫瑰與裘俊、何家明與唐晶晶                                           |
| 翟威廉      | 醫 生                          | 鍾國棟之醫生（第152集、153集）                                                        |
| 周家蔚      | 楷 妻                          | 高楷之妻（第160集）                                                                   |

## 各集主題

### 第001至050集
| 集數                       | 首播日期      | 主題名稱           | 主題名稱可能取自                                                                     | 附註           | 故事主人翁                                     |
| 001 （页面存档备份，存于） | 2011年3月21日 | 斷背山行者         | 電影《斷背山》                                                                       |                | 鍾國柱、鍾思翰                                 |
| 002 （页面存档备份，存于） | 2011年3月22日 | 暗戰               | 香港電影《暗戰》                                                                     |                | 鍾國柱、鍾思翰                                 |
| 003 （页面存档备份，存于） | 2011年3月23日 | 勢不兩立           | 電視劇《勢不兩立》                                                                   |                | 鍾國柱、鍾思翰、岑貝兒                         |
| 004 （页面存档备份，存于） | 2011年3月24日 | Shall We Talk      | 陳奕迅同名歌曲《Shall we talk》                                                      |                | 鍾國柱、鍾思翰、岑貝兒                         |
| 005 （页面存档备份，存于） | 2011年3月25日 | 專「難」有你       |                                                                                      |                | 鍾國柱、鍾思翰、鍾國棟                         |
| 006 （页面存档备份，存于） | 2011年3月28日 | 波希米亞風波       |                                                                                      |                | 鍾國柱、鍾國棟、白玫瑰                         |
| 007 （页面存档备份，存于） | 2011年3月29日 | 新紮師妹（上）     | 香港電影《新紮師妹》                                                                 | 參見第8集      | 鍾國柱、唐晶晶                                 |
| 008 （页面存档备份，存于） | 2011年3月30日 | 新紮師妹（下）     | 香港電影《新紮師妹》                                                                 | 參見第7集      | 鍾國柱、唐晶晶                                 |
| 009 （页面存档备份，存于） | 2011年3月31日 | 租屋記（一）       |                                                                                      | 參見第10、11集 | 鍾國棟、鍾思翰、鍾思雅、岑貝兒、白玫瑰         |
| 010 （页面存档备份，存于） | 2011年4月4日  | 租屋記（二）       |                                                                                      | 參見第9、11集  | 鍾國棟、岑貝兒、白玫瑰                         |
| 011 （页面存档备份，存于） | 2011年4月5日  | 租屋記（三）       |                                                                                      | 參見第9、10集  | 鍾國棟、岑貝兒、白玫瑰                         |
| 012 （页面存档备份，存于） | 2011年4月6日  | 好心無罪           | 黃麗玲(A-Lin)專輯及歌曲《失戀無罪》                                                  |                | 鍾國柱、竇桂森、鍾國棟、鍾思翰                 |
| 013 （页面存档备份，存于） | 2011年4月7日  | 救救小強           |                                                                                      |                | 唐晶晶、姚家強、田凱                           |
| 014 （页面存档备份，存于） | 2011年4月8日  | 我愛高跟鞋         |                                                                                      |                | 唐晶晶、鍾國柱、田凱、鍾思翰                   |
| 015 （页面存档备份，存于） | 2011年4月11日 | 同居密友           | 香港同名電影《同居蜜友》                                                             |                | 鍾國棟、岑貝兒、白玫瑰                         |
| 016 （页面存档备份，存于） | 2011年4月12日 | 其實我介意         | 小雪及林漢洋同名歌曲其實我介意                                                       |                | 鍾國棟、岑貝兒、白玫瑰、鍾思翰                 |
| 017 （页面存档备份，存于） | 2011年4月13日 | 父子               | 香港同名電影《父子》                                                                 |                | 鍾國柱、鍾思翰、鍾國棟                         |
| 018 （页面存档备份，存于） | 2011年4月14日 | 遇上了「煮」教     | 楊丞琳專輯及歌曲《遇上愛》                                                           |                | 竇桂森、岑貝兒                                 |
| 019 （页面存档备份，存于） | 2011年4月15日 | 全家福（上）       | 香港同名電影《全家福》                                                               | 參見第20集     | 鍾國柱、鍾思翰、鍾國棟、竇桂森、鍾思雅、孫瑪利 |
| 020 （页面存档备份，存于） | 2011年4月18日 | 全家福（下）       | 香港同名電影《全家福》                                                               | 參見第19集     | 鍾國柱、鍾國棟、竇桂森、孫瑪利                 |
| 021 （页面存档备份，存于） | 2011年4月19日 | 有過去的人（上）   | 楊千嬅TVB劇集《女人唔易做》片尾曲《有過去的女人》／鄭欣宜歌曲《有故事的人》          | 參見第22集     | 戴司卿、鍾國棟、湯美菁                         |
| 022 （页面存档备份，存于） | 2011年4月20日 | 有過去的人（下）   | 楊千嬅TVB劇集《女人唔易做》片尾曲《有過去的女人》／鄭欣宜歌曲《有故事的人》          | 參見第21集     | 鍾國棟、湯美菁、劉立春                         |
| 023 （页面存档备份，存于） | 2011年4月21日 | 國棟的浪漫（上）   |                                                                                      | 參見第24集     | 鍾國棟、白玫瑰、金大日、何家明                 |
| 024 （页面存档备份，存于） | 2011年4月22日 | 國棟的浪漫（下）   |                                                                                      | 參見第23集     | 馬田、鍾國棟、白玫瑰                           |
| 025 （页面存档备份，存于） | 2011年4月25日 | 含淚的玫瑰         | 香港同名電影《含淚的玫瑰》／秀蘭瑪雅同名歌曲                                         |                | 鍾國棟、白玫瑰、岑貝兒                         |
| 026 （页面存档备份，存于） | 2011年4月26日 | 想得太多           |                                                                                      |                | 唐晶晶、田凱、鍾思翰                           |
| 027 （页面存档备份，存于） | 2011年4月27日 | 我係Lolita         |                                                                                      |                | 孫瑪利、湯美菁、岑貝兒                         |
| 028 （页面存档备份，存于） | 2011年4月28日 | 壞男人？           |                                                                                      |                | 鍾國棟、岑貝兒、白玫瑰、蓮                     |
| 029 （页面存档备份，存于） | 2011年5月2日  | 魔鬼特訓           |                                                                                      |                | 鍾國棟、岑貝兒、鍾國柱、鍾思翰                 |
| 030 （页面存档备份，存于） | 2011年5月3日  | 決裂               |                                                                                      |                | 鍾國棟、岑貝兒、鍾國柱、鍾思翰                 |
| 031 （页面存档备份，存于） | 2011年5月4日  | 原來我錯了         |                                                                                      |                | 鍾國柱、鍾思翰                                 |
| 032 （页面存档备份，存于） | 2011年5月5日  | 甘願一「敏」       |                                                                                      |                | 鍾國柱、鍾思翰                                 |
| 033 （页面存档备份，存于） | 2011年5月6日  | 無仇不成父子       | 俗語「無仇不成父子」                                                                 |                | 鍾國柱、鍾思翰                                 |
| 034 （页面存档备份，存于） | 2011年5月9日  | 親情無價           |                                                                                      |                | 鍾國柱、鍾思翰                                 |
| 035 （页面存档备份，存于） | 2011年5月10日 | 濃．情             |                                                                                      |                | 岑貝兒、唐晶晶                                 |
| 036 （页面存档备份，存于） | 2011年5月11日 | 石頭記             | 文學著作《紅樓夢》之別名／達明一派同名歌曲《石頭記》                                 |                | 鍾國柱                                         |
| 037 （页面存档备份，存于） | 2011年5月12日 | 狼來了             | 楊千嬅同名歌曲《狼來了》                                                             |                | 歐高榮、年素山                                 |
| 038 （页面存档备份，存于） | 2011年5月13日 | 狼去，郎來？       |                                                                                      |                | 歐高榮、年素山                                 |
| 039 （页面存档备份，存于） | 2011年5月16日 | 成名樂與怒         | 電影《北京樂與怒》                                                                   |                | 岑貝兒、白玫瑰                                 |
| 040 （页面存档备份，存于） | 2011年5月17日 | 「赤」的疑惑       | 梅豔芳同名歌曲赤的疑惑                                                               |                | 鍾國棟、岑貝兒、蓮、白玫瑰                     |
| 041 （页面存档备份，存于） | 2011年5月18日 | 不「雅」之謎（上） |                                                                                      | 參見第42集     | 鍾國柱、竇桂森、鍾思雅、孫瑪利                 |
| 042 （页面存档备份，存于） | 2011年5月19日 | 不「雅」之謎（下） |                                                                                      | 參見第41集     | 鍾國柱、竇桂森、鍾思雅、孫瑪利                 |
| 043 （页面存档备份，存于） | 2011年5月20日 | 領悟               |                                                                                      |                | 唐晶晶、田凱、鍾思翰、何美美                   |
| 044 （页面存档备份，存于） | 2011年5月23日 | 剩女の條件         | 日本電視劇《魔女的條件》                                                             |                | 岑貝兒、Roger                                  |
| 045 （页面存档备份，存于） | 2011年5月24日 | 不能說的往事       | 電影《不能說的秘密》                                                                 |                | 鍾國柱、竇桂森                                 |
| 046 （页面存档备份，存于） | 2011年5月25日 | 觸不到的溫柔       | 電影《触不到的戀人》                                                                 |                | 唐晶晶、田凱、鍾思翰                           |
| 047 （页面存档备份，存于） | 2011年5月26日 | 絕．情書           | 日本電影《情書》                                                                     |                | 鍾國棟、岑貝兒、白玫瑰                         |
| 048 （页面存档备份，存于） | 2011年5月27日 | 不可能的任務       | 美國電影《不可能的任務》                                                             |                | 鍾國棟、岑貝兒                                 |
| 049 （页面存档备份，存于） | 2011年5月30日 | 我的雙面父親       | 韓國電影《雙面女友》（台譯：我的雙面女友）／電影《雙面情人》／香港電視劇《雙面伊人》 |                | 鍾國柱、鍾思雅                                 |
| 050 （页面存档备份，存于） | 2011年5月31日 | 父親的抉擇         | 港台合製電視劇《幸福的抉擇》／福利機構母親的抉擇                                     |                |                                                |

### 第051至100集
| 集數                       | 首播日期      | 主題名稱               | 主題名稱可能取自 | 附註       | 故事主人翁                                             |
| 051 （页面存档备份，存于） | 2011年6月1日  | 藉著約會說愛你         | 日本小説、電視劇、電影港譯名稱《藉著雨點說愛你》 |            | 鍾思翰                                                 |
| 052 （页面存档备份，存于） | 2011年6月2日  | 誰明師父心             | 王傑歌曲《誰明浪子心》 |            | 岑貝兒、鍾思翰                                         |
| 053 （页面存档备份，存于） | 2011年6月3日  | 迷途知返               | 成語「迷途知返」 |            | 岑貝兒、鍾思翰                                         |
| 054 （页面存档备份，存于） | 2011年6月6日  | 青春火花               | 香港同名電影《青春火花》 |            | 鍾國柱、鍾思雅                                         |
| 055 （页面存档备份，存于） | 2011年6月7日  | 瑪「利」不見了         | |            | 孫瑪利、鍾國柱、鍾思翰、鍾國棟、竇桂森、鍾思雅、何家明 |
| 056 （页面存档备份，存于） | 2011年6月8日  | 對面的男孩看過來       | 歌曲對面的女孩看過來 |            | 岑貝兒、白玫瑰、年素山                                 |
| 057 （页面存档备份，存于） | 2011年6月9日  | 森之「偽」術           | 廣播劇《森之愛情》／电视剧《森之愛情》 |            | 竇桂森、孫瑪利                                         |
| 058 （页面存档备份，存于） | 2011年6月10日 | 放不低（上）           | 鄭秀文、謝霆鋒同名歌曲 | 參見第59集 | 鍾國柱、鍾國棟、鍾思雅                                 |
| 059 （页面存档备份，存于） | 2011年6月13日 | 放不低（下）           | 鄭秀文、謝霆鋒同名歌曲 | 參見第58集 | 鍾國柱、鍾國棟                                         |
| 060 （页面存档备份，存于） | 2011年6月14日 | 明愛暗戀搬入屋         | Twins歌曲明愛暗戀補習社 |            | 何家明                                                 |
| 061 （页面存档备份，存于） | 2011年6月15日 | 無「味」的愛           | |            | 鍾國柱、鍾思翰、岑貝兒                                 |
| 062 （页面存档备份，存于） | 2011年6月16日 | 天使心                 | 日本同名漫畫天使心／同名電影天使心 |            | 歐高榮、年素山                                         |
| 063 （页面存档备份，存于） | 2011年6月17日 | 獻給每位用心良苦的父親 | |            | 鍾國柱、鍾思翰、鍾思雅                                 |
| 064 （页面存档备份，存于） | 2011年6月20日 | 裸之惑                 | 日本電子遊戲潛龍諜影4：愛國者之槍尾聲：裸之罪 |            | 鍾國棟、白玫瑰                                         |
| 065 （页面存档备份，存于） | 2011年6月21日 | 我的色慾同事（上）     | | 參見第66集 | 高戴威、田凱                                           |
| 066 （页面存档备份，存于） | 2011年6月22日 | 我的色慾同事（下）     | | 參見第65集 | 高戴威                                                 |
| 067 （页面存档备份，存于） | 2011年6月23日 | 保齡美少女             | |            | 岑貝兒                                                 |
| 068 （页面存档备份，存于） | 2011年6月24日 | 魔鬼教練的初戀         | 韓國電視劇《皇太子的初戀》 |            | 岑貝兒                                                 |
| 069 （页面存档备份，存于） | 2011年6月27日 | 貝兒，不要哭！         | |            | 岑貝兒                                                 |
| 070 （页面存档备份，存于） | 2011年6月28日 | 公平競「晶」           | |            | 唐晶晶、何家明、田凱                                   |
| 071 （页面存档备份，存于） | 2011年6月29日 | 從心裡黑洞走出來的人   | |            | 唐晶晶、岑貝兒                                         |
| 072 （页面存档备份，存于） | 2011年6月30日 | Lost & Found（上）     | 關心妍同名個人音樂大碟《Lost & Found》 | 參見第73集 | 唐晶晶、岑貝兒                                         |
| 073 （页面存档备份，存于） | 2011年7月1日  | Lost & Found（下）     | 關心妍同名個人音樂大碟《Lost & Found》 | 參見第72集 | 唐晶晶、岑貝兒                                         |
| 074 （页面存档备份，存于） | 2011年7月4日  | 怕回家                 | |            | 唐晶晶、岑貝兒                                         |
| 075 （页面存档备份，存于） | 2011年7月5日  | 發圍                   | |            | 唐晶晶、岑貝兒、鍾國棟                                 |
| 076 （页面存档备份，存于） | 2011年7月6日  | 瑪利又「戀」來（上）   | | 參見第77集 | 孫瑪利                                                 |
| 077 （页面存档备份，存于） | 2011年7月7日  | 瑪利又「戀」來（下）   | | 參見第76集 | 孫瑪利                                                 |
| 078 （页面存档备份，存于） | 2011年7月8日  | 師兄兩面睇             | 鄭伊健歌曲緣份兩面睇 |            | 鍾國柱、戴司卿                                         |
| 079 （页面存档备份，存于） | 2011年7月11日 | 撻出鬥心               | 電視劇《撻出愛火花》 |            | 戴司卿                                                 |
| 080 （页面存档备份，存于） | 2011年7月12日 | 「強」中自有強中手     | 成語「強中自有強中手」 |            | 田凱、姚家強                                           |
| 081 （页面存档备份，存于） | 2011年7月13日 | 愛你…嗎？              | |            | 岑貝兒、岑海兒、陸采霞                                 |
| 082 （页面存档备份，存于） | 2011年7月14日 | 以貌取人（上）         | 成語「以貌取人」 | 參見第83集 | 白玫瑰、戴司卿、戴司梅                                 |
| 083 （页面存档备份，存于） | 2011年7月15日 | 以貌取人（下）         | 成語「以貌取人」 | 參見第82集 | 白玫瑰、戴司卿、戴司梅                                 |
| 084 （页面存档备份，存于） | 2011年7月18日 | 小火花                 | |            | 田凱、鍾思雅                                           |
| 085 （页面存档备份，存于） | 2011年7月19日 | 只要相信               | |            | 鍾國棟、岑貝兒、陸采霞                                 |
| 086 （页面存档备份，存于） | 2011年7月20日 | 美味關係               | 日本同名電視劇《美味關係》 |            | 岑貝兒、岑海兒                                         |
| 087 （页面存档备份，存于） | 2011年7月21日 | 電車緣舞曲             | |            | 田凱、鍾思雅                                           |
| 088 （页面存档备份，存于） | 2011年7月22日 | 龍鳳鬥                 | 香港同名電影《龍鳳鬥》 |            | 孫瑪利、高仁                                           |
| 089 （页面存档备份，存于） | 2011年7月25日 | 無名英雄（上）         | 同名電影《無名英雄》 | 參見第90集 | 鍾國柱、錢大軍                                         |
| 090 （页面存档备份，存于） | 2011年7月26日 | 無名英雄（下）         | 同名電影《無名英雄》 | 參見第89集 | 鍾國柱、錢大軍                                         |
| 091 （页面存档备份，存于） | 2011年7月27日 | 無名火                 | |            | 鍾國棟、岑貝兒、陸采霞                                 |
| 092 （页面存档备份，存于） | 2011年7月28日 | 破冰                   | |            | 岑貝兒、岑海兒                                         |
| 093 （页面存档备份，存于） | 2011年7月29日 | 平凡背後               | 徐小鳳歌曲《婚紗背後》／羅文歌曲掌聲背後／高朋滿座第51集婚紗背後／同事三分親第78集歌聲背後／畢打自己人第55集金句背後／畢打自己人第147集潮人背後／畢打自己人第180集社長的背後 |            | 全定琪、鍾思翰                                         |
| 094 （页面存档备份，存于） | 2011年8月1日  | 愛美麗無罪             | 賈斯汀·提姆布萊克專輯《愛你無罪》 |            | 年素山                                                 |
| 095 （页面存档备份，存于） | 2011年8月2日  | 擊．情                 | |            | 鍾國棟、岑貝兒、Roger                                  |
| 096 （页面存档备份，存于） | 2011年8月3日  | 破繭                   | |            | 鍾思翰、全定琪                                         |
| 097 （页面存档备份，存于） | 2011年8月4日  | 愛系列の愛·缺了        | |            | 鍾國棟、岑貝兒                                         |
| 098 （页面存档备份，存于） | 2011年8月5日  | 愛系列の愛·缺了        | |            | 鍾國棟、岑貝兒                                         |
| 099 （页面存档备份，存于） | 2011年8月8日  | 愛系列の愛未了         | |            | 鍾國棟、岑貝兒                                         |
| 100 （页面存档备份，存于） | 2011年8月9日  | 爸爸發爛渣             | 韓國電視劇《媽媽發怒了》（港譯：媽媽發爛渣） |            | 鍾國柱、高仁、孫瑪利                                   |

### 第101至158集
| 集數                       | 首播日期       | 主題名稱                   | 主題名稱可能取自                                                          | 附註             | 故事主人翁                             |
| 101 （页面存档备份，存于） | 2011年8月10日  | 甜心先生之戀上你的甜       | 電影《戀上你的床》                                                        |                  | 鍾思翰、全定琪                         |
| 102 （页面存档备份，存于） | 2011年8月11日  | 甜心先生之甜夢             |                                                                           |                  | 鍾思翰、全定琪                         |
| 103 （页面存档备份，存于） | 2011年8月12日  | 甜心先生之夢醒了           |                                                                           |                  | 鍾思翰、全定琪                         |
| 104 （页面存档备份，存于） | 2011年8月15日  | 戀愛神棍                   | 電影《救世神棍》／日本漫畫《靈能力者 小田霧響子的謊言》（港譯：讀心神棍） |                  | 岑貝兒、白玫瑰、貢 品                  |
| 105 （页面存档备份，存于） | 2011年8月16日  | 夜半男人私痛時             |                                                                           |                  | 鍾國柱、鍾思雅、毛仁勝                 |
| 106 （页面存档备份，存于） | 2011年8月17日  | 那背負著十字架的男人（上） |                                                                           | 參見第107集      | 鍾國棟、岑貝兒                         |
| 107 （页面存档备份，存于） | 2011年8月18日  | 那背負著十字架的男人（下） |                                                                           | 參見第106集      | 鍾國棟、岑貝兒、米芷縈                 |
| 108 （页面存档备份，存于） | 2011年8月19日  | 父子．愛作戰（一）         | 電視劇《盛裝舞步愛作戰》／電影《愛·作戰》                                 | 參見第108、109集 | 鍾國柱、鍾思翰                         |
| 109 （页面存档备份，存于） | 2011年8月22日  | 父子．愛作戰（二）         | 電視劇《盛裝舞步愛作戰》／電影《愛·作戰》                                 | 參見第108、110集 | 鍾國柱、鍾思翰                         |
| 110 （页面存档备份，存于） | 2011年8月23日  | 父子．愛作戰（三）         | 電視劇《盛裝舞步愛作戰》／電影《愛·作戰》                                 | 參見第107、109集 | 鍾國柱、鍾思翰                         |
| 111 （页面存档备份，存于） | 2011年8月24日  | 吻的話                     |                                                                           |                  | 歐高榮、年素山                         |
| 112 （页面存档备份，存于） | 2011年8月25日  | 戀戀季候風（上）           |                                                                           | 參見第113集      | 鍾國棟、岑貝兒、Bryan                  |
| 113 （页面存档备份，存于） | 2011年8月26日  | 戀戀季候風（下）           |                                                                           | 參見第112集      | 鍾國棟、岑貝兒、Bryan                  |
| 114 （页面存档备份，存于） | 2011年8月29日  | 留住我吧                   |                                                                           |                  | 鍾國柱                                 |
| 115 （页面存档备份，存于） | 2011年8月30日  | 亂上你的床（上）           | 電影《戀上你的床》                                                        | 參見第116集      | 何家明、岑海兒、白玫瑰                 |
| 116 （页面存档备份，存于） | 2011年8月31日  | 亂上你的床（下）           | 電影《戀上你的床》                                                        | 參見第115集      | 何家明、岑海兒、白玫瑰                 |
| 117 （页面存档备份，存于） | 2011年9月1日   | 同事三分親（一）           | 電視劇《同事三分親》                                                      | 參見第118、119集 | 全定琪、高仁                           |
| 118 （页面存档备份，存于） | 2011年9月2日   | 同事三分親（二）           | 電視劇《同事三分親》                                                      | 參見第117、119集 | 全定琪、歐高榮                         |
| 119 （页面存档备份，存于） | 2011年9月5日   | 同事三分親（三）           | 電視劇《同事三分親》                                                      | 參見第117、118集 | 歐高榮、年素山、全定琪                 |
| 120 （页面存档备份，存于） | 2011年9月6日   | 「欄」寫．「欄」離         | 成語「難捨難離」                                                          |                  | 田凱、鍾思雅                           |
| 121 （页面存档备份，存于） | 2011年9月7日   | 愛火花                     |                                                                           |                  | 田凱、鍾思雅                           |
| 122 （页面存档备份，存于） | 2011年9月8日   | 下一站．太子？             | 電視劇《下一站，幸福》／電影、歌曲《下一站…天后》                         |                  | 歐高榮                                 |
| 123 （页面存档备份，存于） | 2011年9月9日   | 妳知道我在等你嗎？         | 同名歌曲《你知道我在等你嗎？》                                            |                  | 鍾國棟、岑貝兒、鍾國柱                 |
| 124 （页面存档备份，存于） | 2011年9月12日  | 月亮代表我的心             | 鄧麗君歌曲《月亮代表我的心》                                              |                  | 鍾國棟、岑貝兒、鍾國柱                 |
| 125 （页面存档备份，存于） | 2011年9月13日  | 愛從來（上）               |                                                                           |                  | 鍾國棟、岑貝兒、孫瑪利、高仁           |
| 126 （页面存档备份，存于） | 2011年9月14日  | 愛從來（下）               |                                                                           |                  | 孫瑪利、高仁                           |
| 127 （页面存档备份，存于） | 2011年9月15日  | 在我身邊…有你              |                                                                           |                  | 鍾思翰、全定琪                         |
| 128 （页面存档备份，存于） | 2011年9月16日  | 「高」人不露相             |                                                                           |                  | 歐高榮、高楷、孫瑪利                   |
| 129 （页面存档备份，存于） | 2011年9月19日  | 玫瑰結婚？                 |                                                                           |                  | 白玫瑰、馬田                           |
| 130 （页面存档备份，存于） | 2011年9月20日  | 幸福在望？                 |                                                                           |                  | 鍾國棟、岑貝兒、白玫瑰                 |
| 131 （页面存档备份，存于） | 2011年9月21日  | 結．分？                   | 電視劇《結·分@謊情式》                                                    |                  | 鍾國棟、岑貝兒、白玫瑰、馬田           |
| 132 （页面存档备份，存于） | 2011年9月22日  | I wish you love            |                                                                           |                  | 岑貝兒、鍾國棟、Brian                  |
| 133 （页面存档备份，存于） | 2011年9月23日  | 再見伊人                   | 電視劇《法網伊人》                                                        |                  | 鍾國棟、岑貝兒、賀嘉寶                 |
| 134 （页面存档备份，存于） | 2011年9月26日  | 女人心．計                 | 電視劇《美人心計》                                                        |                  | 賀嘉寶、鍾國棟、岑貝兒                 |
| 135 （页面存档备份，存于） | 2011年9月27日  | 給我一個爸                 |                                                                           |                  | 全定琪、高仁                           |
| 136 （页面存档备份，存于） | 2011年9月28日  | 戀事爆煲了                 |                                                                           |                  | 孫瑪利、高仁、鍾國柱、鍾思翰、全定琪   |
| 137 （页面存档备份，存于） | 2011年9月29日  | 伊雲叔叔的來信             |                                                                           |                  | 何家明                                 |
| 138 （页面存档备份，存于） | 2011年9月30日  | 家明的秘密花園             | 韓國電視劇《秘密花園 (韓國電視劇)》                                       |                  | 何家明                                 |
| 139 （页面存档备份，存于） | 2011年10月4日  | 「謊」知你好               |                                                                           |                  | 何家明                                 |
| 140 （页面存档备份，存于） | 2011年10月5日  | 堅守到底                   |                                                                           |                  | 鍾國棟、賀嘉寶、岑貝兒                 |
| 141 （页面存档备份，存于） | 2011年10月6日  | 婆媳前哨戰                 |                                                                           |                  | 田凱、鍾思雅                           |
| 142 （页面存档备份，存于） | 2011年10月7日  | 是聚！是散？               |                                                                           |                  | 鍾國棟、岑貝兒、賀嘉寶                 |
| 143 （页面存档备份，存于） | 2011年10月10日 | 對的人，錯的時間           |                                                                           |                  | 鍾國棟、岑貝兒、賀嘉寶                 |
| 144 （页面存档备份，存于） | 2011年10月11日 | 愛在陽光空氣中             |                                                                           |                  | 歐高榮、年素山                         |
| 145 （页面存档备份，存于） | 2011年10月12日 | 酸爸爸，醋爸爸             |                                                                           |                  | 高仁、鍾國柱、鍾思翰、全定琪           |
| 146 （页面存档备份，存于） | 2011年10月13日 | 火燒連環船                 |                                                                           |                  | 高仁、鍾國柱、鍾思翰、全定琪           |
| 147 （页面存档备份，存于） | 2011年10月14日 | 相嗌唔好口                 |                                                                           |                  | 高仁、鍾國柱、孫瑪利                   |
| 148 （页面存档备份，存于） | 2011年10月17日 | 「孕」來誤會               |                                                                           |                  | 孫瑪利、鍾思雅、鍾國柱                 |
| 149 （页面存档备份，存于） | 2011年10月18日 | 邊個女婿買唔起？           |                                                                           |                  | 高仁、全定琪、鍾思翰、高楷             |
| 150 （页面存档备份，存于） | 2011年10月19日 | 患難見真情                 |                                                                           |                  | 高仁、孫瑪利、全定琪、鍾思翰           |
| 151 （页面存档备份，存于） | 2011年10月20日 | 愛裡沒退路                 |                                                                           |                  | 鍾國棟、賀嘉寶、岑貝兒、湯美菁、劉立春 |
| 152 （页面存档备份，存于） | 2011年10月21日 | 只有愛不足夠               |                                                                           |                  | 鍾國棟、賀嘉寶、岑貝兒                 |
| 153 （页面存档备份，存于） | 2011年10月24日 | 漆黑中的「棟」靜           |                                                                           |                  | 鍾國棟、賀嘉寶                         |
| 154 （页面存档备份，存于） | 2011年10月25日 | 心如水‧水如鏡              |                                                                           |                  | 鍾國棟、賀嘉寶、鍾國柱                 |
| 155 （页面存档备份，存于） | 2011年10月26日 | 月老石奇緣                 |                                                                           |                  | 白玫瑰、何家明、岑海兒                 |
| 156 （页面存档备份，存于） | 2011年10月27日 | 觸得到的溫柔               |                                                                           |                  | 鍾國棟、岑貝兒                         |
| 157 （页面存档备份，存于） | 2011年10月28日 | Shall We Dance             |                                                                           |                  |                                        |
| 158 （页面存档备份，存于） | 2011年10月30日 | 誰家灶頭（完結篇）         | 本劇《誰家灶頭無煙火》                                                    |                  |                                        |

### 短劇系列

#### 同名短劇系列
| 集數                                                                                 | 首播日期                                  | 系列名稱             | 各集主題名稱                                                 | 內容簡介     |
| 007 （页面存档备份，存于）、 008 （页面存档备份，存于）                              | 2011年3月29日 2011年3月30日               | 新紮師妹             | 新紮師妹（上）、 新紮師妹（下）                              | 首個同名短劇 |
| 009 （页面存档备份，存于）、 010 （页面存档备份，存于）、 011 （页面存档备份，存于） | 2011年3月31日 2011年4月4日 2011年4月5日   | 租屋記               | 租屋記（一）、 租屋記（二）、 租屋記（三）                   |              |
| 019 （页面存档备份，存于）、 020 （页面存档备份，存于）                              | 2011年4月15日 2011年4月18日               | 全家福               | 全家福（上）、 全家福（下）                                  |              |
| 021 （页面存档备份，存于）、 022 （页面存档备份，存于）                              | 2011年4月19日 2011年4月20日               | 有過去的人           | 有過去的人（上）、 有過去的人（下）                          |              |
| 023 （页面存档备份，存于）、 024 （页面存档备份，存于）                              | 2011年4月21日 2011年4月22日               | 國棟的浪漫           | 國棟的浪漫（上）、 國棟的浪漫（下）                          |              |
| 041 （页面存档备份，存于）、 042 （页面存档备份，存于）                              | 2011年5月18日 2011年5月19日               | 不「雅」之謎         | 不「雅」之謎（上）、 不「雅」之謎（下）                      |              |
| 058 （页面存档备份，存于）、 059 （页面存档备份，存于）                              | 2011年6月10日 2011年6月13日               | 放不低               | 放不低（上）、 放不低（下）                                  |              |
| 065 （页面存档备份，存于）、 066 （页面存档备份，存于）                              | 2011年6月21日 2011年6月22日               | 我的色慾同事         | 我的色慾同事（上）、 我的色慾同事（下）                      |              |
| 072 （页面存档备份，存于）、 073 （页面存档备份，存于）                              | 2011年6月30日 2011年7月1日                | Lost & Found         | Lost & Found（上）、 Lost & Found（下）                      |              |
| 076 （页面存档备份，存于）、 077 （页面存档备份，存于）                              | 2011年7月6日 2011年7月7日                 | 瑪利又「戀」來       | 瑪利又「戀」來（上）、 瑪利又「戀」來（下）                  |              |
| 082 （页面存档备份，存于）、 083 （页面存档备份，存于）                              | 2011年7月14日 2011年7月15日               | 以貌取人             | 以貌取人（上）、 以貌取人（下）                              |              |
| 089 （页面存档备份，存于）、 090 （页面存档备份，存于）                              | 2011年7月25日 2011年7月26日               | 無名英雄             | 無名英雄（上）、 無名英雄（下）                              |              |
| 106 （页面存档备份，存于）、 107 （页面存档备份，存于）                              | 2011年8月17日 2011年8月18日               | 那背負著十字架的男人 | 那背負著十字架的男人（上）、 那背負著十字架的男人（下）      |              |
| 108 （页面存档备份，存于）、 109 （页面存档备份，存于）、 110 （页面存档备份，存于） | 2011年8月19日 2011年8月22日 2011年8月23日 | 父子．愛作戰         | 父子．愛作戰（一）、 父子．愛作戰（二）、 父子．愛作戰（三） |              |
| 112 （页面存档备份，存于）、 113 （页面存档备份，存于）                              | 2011年8月25日 2011年8月26日               | 戀戀季候風           | 戀戀季候風（上）、 戀戀季候風（下）                          |              |
| 115 （页面存档备份，存于）、 116 （页面存档备份，存于）                              | 2011年8月29日 2011年8月30日               | 亂上你的床           | 亂上你的床（上）、 亂上你的床（下）                          |              |
| 117 （页面存档备份，存于）、 118、 119                                               | 2011年8月31日 2011年9月1日 2011年9月2日   | 同事三份親           | 同事三份親（一）、 同事三份親（二）、 同事三份親（三）       |              |

#### 異名短劇系列
| 集數 | 首播日期                                                                         | 系列名稱 | 各集主題名稱                                                                                    | 內容簡介     |
| 003 （页面存档备份，存于）、 004 （页面存档备份，存于） | 2011年3月23日 2011年3月24日                                                      |          | 勢不兩立、 Shall We Talk                                                                        | 首個異名短劇 |
| 013 （页面存档备份，存于）、 014 （页面存档备份，存于） | 2011年4月7日 2011年4月8日                                                        |          | 救救小強、 我愛高跟鞋                                                                           |              |
| 015 （页面存档备份，存于）、 016 （页面存档备份，存于） | 2011年4月12日                                                                    |          | 同居密友、 其實我介意                                                                           |              |
| 029 （页面存档备份，存于）、 030 （页面存档备份，存于）、 031 （页面存档备份，存于）、 032 （页面存档备份，存于）、 033 （页面存档备份，存于）、 034 （页面存档备份，存于） | 2011年5月2日 2011年5月3日 2011年5月4日 2011年5月5日 2011年5月6日 2011年5月9日    |          | 魔鬼特訓、 決裂、 原來我錯了、 甘願一「敏」、 無仇不成父子、 親情無價                           |              |
| 047 （页面存档备份，存于）、 048 （页面存档备份，存于） | 2011年5月26日 2011年5月27日                                                      |          | 絕．情書、 不可能的任務                                                                         |              |
| 049 （页面存档备份，存于）、 050 （页面存档备份，存于） | 2011年5月30日 2011年5月31日                                                      |          | 我的雙面父親、 父親的抉擇                                                                       |              |
| 052 （页面存档备份，存于）、 053 （页面存档备份，存于） | 2011年6月2日 2011年6月3日                                                        |          | 誰明師父心、 迷途知返                                                                           |              |
| 067 （页面存档备份，存于）、 068 （页面存档备份，存于） | 2011年6月23日 2011年6月24日                                                      |          | 保齡美少女、 魔鬼教練的初戀                                                                     |              |
| 069 （页面存档备份，存于）、 071 （页面存档备份，存于）、 072 （页面存档备份，存于）、 073 （页面存档备份，存于）、 074 （页面存档备份，存于）、 075 （页面存档备份，存于） | 2011年6月27日 2011年6月29日 2011年6月30日 2011年7月1日 2011年7月4日 2011年7月5日 |          | 貝兒，不要哭！、 從心裡黑洞走出來的人、 Lost & Found（上）、 Lost & Found（下）、 怕回家、 發圍 |              |
| 097 （页面存档备份，存于）、 098 （页面存档备份，存于）、 099 （页面存档备份，存于）                                                                                        | 2011年8月4日 2011年8月5日 2011年8月8日                                           |          | 愛系列の愛·缺了、 愛系列の愛·定了、 愛系列の愛未了                                              |              |
| 101 （页面存档备份，存于）、 102 （页面存档备份，存于）、 103 （页面存档备份，存于）                                                                                        | 2011年8月10日 2011年8月11日 2011年8月12日                                        |          | 甜心先生之戀上你的甜、 甜心先生之甜夢、 甜心先生之夢醒了                                        |              |

#### 角色故事系列
| 集數 | 首播日期 | 系列名稱       | 各集主題名稱 | 內容簡介 |
| 002 （页面存档备份，存于）、 003 （页面存档备份，存于）、 004 （页面存档备份，存于）、 005 （页面存档备份，存于）、 009 （页面存档备份，存于）、 010 （页面存档备份，存于）、 017 （页面存档备份，存于）、 029 （页面存档备份，存于）、 030 （页面存档备份，存于）、 031 （页面存档备份，存于）、 032 （页面存档备份，存于）、 033 （页面存档备份，存于）、 034 （页面存档备份，存于）、 061 （页面存档备份，存于）、 063 （页面存档备份，存于）、 108 （页面存档备份，存于）、 109 （页面存档备份，存于）、 110 （页面存档备份，存于） | 2011年3月22日 2011年3月23日 2011年3月24日 2011年3月25日 2011年3月31日 2011年4月4日 2011年4月13日 2011年5月2日 2011年5月3日 2011年5月4日 2011年5月5日 2011年5月6日 2011年5月9日 2011年6月15日 2011年6月17日 2011年8月19日 2011年8月22日 2011年8月23日 | 父子系列       | 暗戰、 勢不兩立、 Shall We Talk、 專「難」有你、 新紮師妹(上)、 新紮師妹(下)、 父子、 魔鬼特訓、 決裂、 原來我錯了、 甘願一「敏」、 無仇不成父子、 親情無價、 無「味」的愛、 獻給每位用心良苦的父親、 父子．愛作戰（一）、 父子．愛作戰（二）、 父子．愛作戰（三） | 講述鍾國柱和鍾思翰兩父子之間充滿矛盾但溫情的故事。雖然鍾思翰喜歡當廚師，身為父親的鍾國柱卻希望兒子能成為管理階層，因而兩人有一「半年之約」。 |
| 041 （页面存档备份，存于）、 042 （页面存档备份，存于）、 049 （页面存档备份，存于）、 050 （页面存档备份，存于）、 054 （页面存档备份，存于）、 063 （页面存档备份，存于） | 2011年5月18日 2011年5月19日 2011年5月30日 2011年5月31日 2011年6月6日 2011年6月17日 | 父女系列       | 不「雅」之謎（上）、 不「雅」之謎（下）、 我的雙面父親、 父親的抉擇、 青春火花、 獻給每位用心良苦的父親 | 講述鍾國柱和鍾思雅兩父女的故事，女兒與父親生於不同年代，其思考模式不同，對事物有時持著相反的意見。                                           |
| 005 （页面存档备份，存于）、 010 （页面存档备份，存于） | 2011年3月25日 2011年4月4日 | 兄弟系列       | 專「難」有你、 租屋記（二） | 講述鍾國柱和鍾國棟兄弟倆的故事，二人之間經常產生矛盾。                                                                                       |
| 003 （页面存档备份，存于）、 004 （页面存档备份，存于）、 009 （页面存档备份，存于）、 010 （页面存档备份，存于）、 029 （页面存档备份，存于）、 052 （页面存档备份，存于）、 053 （页面存档备份，存于） | 2011年3月23日 2011年3月24日 2011年3月31日 2011年4月4日 2011年5月2日 2011年6月2日 2011年6月3日 | 師徒系列       | 勢不兩立、 Shall We Talk、 租屋記（一）、 租屋記（二）、 魔鬼特訓、 誰明師父心、 迷途知返 | 講述鍾思翰漸漸成為岑貝兒之徒的故事。鍾思翰由最初不被岑貝兒接納，到憑著自己的努力，終得到岑貝兒的認同，成為其徒弟。                           |
| 035 （页面存档备份，存于）、 069 （页面存档备份，存于）、 071 （页面存档备份，存于）、 072 （页面存档备份，存于）、 073 （页面存档备份，存于）、 074 （页面存档备份，存于）、 075 （页面存档备份，存于）、 081 （页面存档备份，存于）、 085 （页面存档备份，存于）、 086 （页面存档备份，存于）、 091 （页面存档备份，存于）、 092 （页面存档备份，存于） | 2011年5月9日 2011年6月27日 2011年6月29日 2011年6月30日 2011年7月1日 2011年7月4日 2011年7月5日 2011年7月13日 2011年7月19日 2011年7月20日 2011年7月27日 2011年7月28日                                                                                  | 姊妹系列       | 濃．情、 貝兒，不要哭！、 從心裡黑洞走出來的人、 Lost & Found（上）、 Lost & Found（下）、 怕回家、 發圍、 愛你…嗎？、 只要相信、 美味關係、 無名火、 破冰 | 講述岑貝兒與岑海兒兩姊妹由失散到尋回的故事。最初岑貝兒不認岑海兒為其妹，後來漸漸認同，並與其一起生活。                                       |
| 076 （页面存档备份，存于）、 077 （页面存档备份，存于）、 088 （页面存档备份，存于） | 2011年7月6日 2011年7月7日 2011年7月22日 | 高仁瑪利戀系列 | 瑪利又「戀」來（上）、 瑪利又「戀」來（下）、 龍鳳鬥 | 講述高仁與孫瑪莉由朋友到成為戀人的故事。 |
| 084 （页面存档备份，存于）、 087 （页面存档备份，存于） | 2011年7月18日 2011年7月21日 | 田凱思雅戀系列 | 小火花、 電車緣舞曲 | 講述田凱與鍾思雅日久生情的故事。最初兄妹相稱，到後來暗生情愫，曾被鍾思翰反對，再受接納，漸漸成為戀人。                                       |
| 097 （页面存档备份，存于）、 098 （页面存档备份，存于）、 099 （页面存档备份，存于）、 104 （页面存档备份，存于）、 106 （页面存档备份，存于）、 107 （页面存档备份，存于）、 112 （页面存档备份，存于）、 113 （页面存档备份，存于） | 2011年8月4日 2011年8月5日 2011年8月8日 2011年8月15日 2011年8月17日 2011年8月18日 2011年8月25日 2011年8月26日 | 國棟貝兒戀系列 | 愛系列の愛·缺了、 愛系列の愛·定了、 愛系列の愛未了、 戀愛神棍、 那背負著十字架的男人（上）、 那背負著十字架的男人（下）、 戀戀季候風（上）、 戀戀季候風（下） | 講述鍾國棟與岑貝兒之間由冤家變情侶的故事。                                                                                                   |
| 101 （页面存档备份，存于）、 102 （页面存档备份，存于）、 103 （页面存档备份，存于） | 2011年8月10日 2011年8月11日 2011年8月12日 | 思翰定琪戀系列 | 甜心先生之戀上你的甜、 甜心先生之甜夢、 甜心先生之夢醒了 | 講述鍾思翰與全定琪因甜品而結識的微妙愛情故事。                                                                                               |

## 廣告商品及服務
與之前的處境劇集一樣，此劇擁有政府部門及商業機構的置入性行銷。
| 廣告品牌       | 廣告商品或服務 | 劇情 | 附註                                                  |
| Sony Ericsson  | 手提電話       | 劇中各人均使用 劇集後期改用iPhone                                                                                       | 無線電視其他劇集內的角色均使用Sony Ericsson手提電話。 |
| 衛生署         | 支持器官捐贈   | 於第50集顯示支持器官捐贈簽名活動的易拉架 劇中各場所貼有相關海報 於第58集提及捐贈眼角膜的訊息 第62、85集以器官捐贈為主題 | 第62、85集的置入性行銷非常明顯。                      |
| 衛生署         | 活出健康新方向 | 暫未出現 | 於片尾「資訊視窗」帶出健康飲食的訊息。                |
| 鴻福堂         | 樽裝健康飲品   | 劇中各人均飲用 |                                                       |
| 職業安全健康局 | 職業安全       | 於第94、95、105、122集提及職業安全的訊息 劇中各場所貼有相關海報                                                         |                                                       |
| 榮華           | 月餅           | 劇中各人均食用 |                                                       |

此外，由10月4日第139集起，節目獲東海·海都酒家集團冠名贊助，名為《東海海都大閘蟹呈獻：誰家灶頭無煙火》。

## 獎項

### 萬千星輝頒獎典禮2011
| 獎項                 | 單位           | 結果 |
| -------------------- | -------------- | ---- |
| 最佳劇集             | 誰家灶頭無煙火 | 提名 |
| 最佳男主角           | 歐錦棠         | 提名 |
| 最佳女主角           | 田蕊妮         | 提名 |
| 最佳男配角           | 楊 明          | 提名 |
| 最佳女配角           | 林漪娸         | 提名 |
| 我最喜愛的電視男角色 | 歐錦棠         | 提名 |
| 我最喜愛的電視男角色 | 陳智燊         | 提名 |
| 我最喜愛的電視女角色 | 田蕊妮         | 提名 |
| 飛躍進步男藝員       | 陳智燊         | 提名 |
| 飛躍進步男藝員       | 楊 明          | 提名 |
| 飛躍進步女藝員       | 龔嘉欣         | 提名 |

## 收視
以下為本劇於香港無綫電視翡翠台、高清翡翠台之收視紀錄：
| 週次 | 集數    | 日期                    | 平均收視 | 最高收視 | 百分比 |
| 01   | 001-005 | 2011年3月21日-3月25日   | 25點     |          | 82%    |
| 02   | 006-009 | 2011年3月28日-3月31日   | 25點     |          | 80%    |
| 03   | 010-014 | 2011年4月4日-4月8日     | 24點     |          | 82%    |
| 04   | 015-019 | 2011年4月11日-4月15日   | 23點     |          | 81%    |
| 05   | 020-024 | 2011年4月18日-4月22日   | 23點     |          | 81%    |
| 06   | 025-028 | 2011年4月25日-4月28日   | 23點     |          | 81%    |
| 07   | 029-033 | 2011年5月2日-5月6日     | 24點     |          | 82%    |
| 08   | 034-038 | 2011年5月9日-5月13日    | 24點     |          | 82%    |
| 09   | 039-043 | 2011年5月16日-5月20日   | 24點     |          | 81%    |
| 10   | 044-048 | 2011年5月23日-5月27日   | 24點     |          | 82%    |
| 11   | 049-053 | 2011年5月30日-6月3日    | 24點     |          | 82%    |
| 12   | 054-058 | 2011年6月6日-6月10日    | 25點     |          | 82%    |
| 13   | 059-063 | 2011年6月13日-6月17日   | 24點     |          | 82%    |
| 14   | 064-068 | 2011年6月20日-6月24日   | 24點     |          | 83%    |
| 15   | 069-073 | 2011年6月27日-7月1日    | 24點     | 25點     | 83%    |
| 16   | 074-078 | 2011年7月4日-7月8日     | 25點     |          | 83%    |
| 17   | 079-083 | 2011年7月11日-7月15日   | 25點     |          | 84%    |
| 18   | 084-088 | 2011年7月18日-7月22日   | 24點     |          | 84%    |
| 19   | 089-093 | 2011年7月25日-7月29日   | 23點     |          | 83%    |
| 20   | 094-098 | 2011年8月1日-8月5日     | 23點     |          | 82%    |
| 21   | 099-103 | 2011年8月8日-8月12日    | 23點     |          | 82%    |
| 22   | 104-108 | 2011年8月15日-8月19日   | 24點     |          | 82%    |
| 23   | 109-113 | 2011年8月22日-8月26日   | 25點     |          | 83%    |
| 24   | 114-118 | 2011年8月29日-9月2日    | 25點     |          | 83%    |
| 25   | 119-123 | 2011年9月5日-9月9日     | 26點     | 27點     | 85%    |
| 26   | 124-128 | 2011年9月12日-9月16日   | 24點     |          | 84%    |
| 27   | 129-133 | 2011年9月19日-9月23日   | 25點     | 26點     | 86%    |
| 28   | 134-138 | 2011年9月26日-9月30日   | 27點     | 28點     | 87%    |
| 29   | 139-142 | 2011年10月4日-10月7日   | 25點     |          | 87%    |
| 30   | 143-147 | 2011年10月10日-10月14日 | 25點     |          | 87%    |
| 31   | 148-152 | 2011年10月17日-10月21日 | 25點     |          | 87%    |
| 32   | 153-157 | 2011年10月24日-10月28日 | 27點     |          | 87%    |
| 32   | 158     | 2011年10月30日          | 27點     | 30點     | 88%    |

## 記事
- 2011年1月27日：本劇於12:30在將軍澳電視廣播城一廠灰位舉行試造型記者會。[2]
- 2011年2月14日：本劇於12:30在將軍澳電視廣播城十一廠舉行拜神儀式。[3]
- 2011年3月19日：本劇於13:00在奥海城舉辦「品味溫馨家庭」宣傳活動。
- 2011年4月1日：由於播映特備節目《愛心無國界311燭光晚會》，本劇暫停播映。
- 2011年4月17日：本劇於13:00在荃灣廣場舉辦「甜甜蜜蜜復活節」宣傳活動。
- 2011年4月29日：由於19:30-20:30播映節目《東張西望 威廉‧凱特情定今生》，本劇暫停播映。
- 2011年5月7日：演員李璧琦、朱璇及田蕊妮等為本劇拍攝泳池戲；[4]有關情節於6月24日（第68集）播出。
- 2011年5月8日：本劇於14:00在藍田啟田商場舉辦「親親母親頌親恩」宣傳活動。
- 2011年6月3日：本劇於14:00在明愛利孝和護理安老院舉辦「愛心有「家」賀端陽」宣傳活動。演員岳華、朱璇、朱慧敏、馬蹄露及馬海倫等與院友玩遊戲和包粽。[5]
- 2011年6月16日：本劇13:00在將軍澳電視廣播城舉辦「頌親恩 揚父愛」宣傳活動，並宣布監製有意添加集數的好消息。[6]
- 2011年7月31日：演員朱璇透露本劇將於9月底完成拍攝，意味本劇不會再度添加集數。[7]
- 2011年8月14日：本劇13:00在西九龍中心飛龍冰上樂園舉辦「夏日奇冰樂悠遊」宣傳活動。出席演員包括岳華、龔嘉欣、楊卓娜及李霖恩等。監製透露正爭取於年底起用原班人馬再開拍新的處境劇。[8][9][10][11]
- 2011年9月4日：本劇12:00在TVBuddy@E-Max舉辦「戀戀中秋甜蜜派對」宣傳活動。出席演員包括歐錦棠、何傲兒、林漪娸及羅樂林等；監製透露現正為歐錦棠和田蕊妮於本劇結局作適當的安排。[12][13]
- 2011年9月16日：本劇於16:00在將軍澳電視廣播城十一廠舉行謝灶拜神儀式並拍攝煞科廠景戲。大部分演員均有出席。[14][15]
- 2011年9月19日：此劇正式煞科。
- 2011年10月3日：由於19:30-20:30播映2011台慶亮燈儀式《非凡夢想 邁向45周年 （页面存档备份，存于）》，本劇暫停播映。[16]
- 2011年10月28日：此劇於晚上20:00至21:00播映一小時加長版。
- 2011年10月30日：此劇於晚上20:00至21:00播映一小時大結局。

## 相關
- 造型報導：大公報[永久]

## 電視節目的變遷
| 依家有喜 - 3月18日       | 誰家灶頭無煙火 3月21日 - 10月30日 | 誰家灶頭無煙火 3月21日 - 10月30日 | 誰家灶頭無煙火 3月21日 - 10月30日  | 誰家灶頭無煙火 3月21日 - 10月30日  | 誰家灶頭無煙火 3月21日 - 10月30日 | 誰家灶頭無煙火 3月21日 - 10月30日 | 誰家灶頭無煙火 3月21日 - 10月30日 | 誰家灶頭無煙火 3月21日 - 10月30日 | 誰家灶頭無煙火 3月21日 - 10月30日 | 誰家灶頭無煙火 3月21日 - 10月30日 | 誰家灶頭無煙火 3月21日 - 10月30日 | 誰家灶頭無煙火 3月21日 - 10月30日 | 誰家灶頭無煙火 3月21日 - 10月30日 | 結·分@謊情式 10月31日 - |
| Only You 只有您 - 4月2日 | Only You 只有您 - 4月2日          | 洪武三十二 4月4日 - 5月13日       | 洪武三十二 4月4日 - 5月13日        | 花花世界花家姐 5月16日 - 6月10日   | 花花世界花家姐 5月16日 - 6月10日  | 團圓 6月13日 - 7月22日            | 團圓 6月13日 - 7月22日            | 紫禁驚雷 7月25日 - 8月26日        | 紫禁驚雷 7月25日 - 8月26日        | 九江十二坊 8月29日 - 9月30日      | 九江十二坊 8月29日 - 9月30日      | 荃加福祿壽探案 10月3日 - 10月28日 | 荃加福祿壽探案 10月3日 - 10月28日 | 萬凰之王 10月31日 -     |
| 女拳 - 4月17日           | 女拳 - 4月17日                    | 女拳 - 4月17日                    | 點解阿Sir係阿Sir 4月18日 - 5月27日 | 點解阿Sir係阿Sir 4月18日 - 5月27日 | 怒火街頭 5月30日 - 6月24日        | 怒火街頭 5月30日 - 6月24日        | 真相 6月27日 - 7月29日            | 真相 6月27日 - 7月29日            | 潛行狙擊 8月1日 - 9月9日          | 潛行狙擊 8月1日 - 9月9日          | 不速之約 9月12日 - 10月7日        | 不速之約 9月12日 - 10月7日        | 法證先鋒III 10月10日 -            | 法證先鋒III 10月10日 -  |

| 香港 無綫電視高清翡翠台 週一至週五 18:30-19:00 3月18日起 08:30-09:00及18:30-19:00 （其他重播時段請參見這裡） | 香港 無綫電視高清翡翠台 週一至週五 18:30-19:00 3月18日起 08:30-09:00及18:30-19:00 （其他重播時段請參見這裡） | 香港 無綫電視高清翡翠台 週一至週五 18:30-19:00 3月18日起 08:30-09:00及18:30-19:00 （其他重播時段請參見這裡） |
| --- | --- | --- |
| | 誰家灶頭無煙火 （2013.03.07 - 2013.10.16）                                                                   | |
| 天天天晴 （2012.09.24 - 2013.03.06）                                                                         | 依家有喜 （2013.10.17 - 2014.02.05）                                                                         | |

| 香港 無綫電視翡翠台 下午劇集時段 星期一至五 14:45-15:50（每次播映兩集） 6月17日 15:20-15:50（只播映一集） 8月25日 14:45-15:20（只播映一集） | 香港 無綫電視翡翠台 下午劇集時段 星期一至五 14:45-15:50（每次播映兩集） 6月17日 15:20-15:50（只播映一集） 8月25日 14:45-15:20（只播映一集） | 香港 無綫電視翡翠台 下午劇集時段 星期一至五 14:45-15:50（每次播映兩集） 6月17日 15:20-15:50（只播映一集） 8月25日 14:45-15:20（只播映一集） |
| --- | --- | --- |
| | 誰家灶頭無煙火 （2015.05.05 - 2015.08.25）                                                                                                  | |
| 同事三分親 （2014.07.30 - 2015.05.04） | 結·分@謊情式 （2015.08.26 - 2015.12.01） | |

| 美國 翡翠娛樂台 星期一至五 18:15-18:45 時段 (西岸時間) | 美國 翡翠娛樂台 星期一至五 18:15-18:45 時段 (西岸時間) | 美國 翡翠娛樂台 星期一至五 18:15-18:45 時段 (西岸時間) |
| ------------------------------------------------------ | ------------------------------------------------------ | ------------------------------------------------------ |
|                                                        | 誰家灶頭無煙火 （2011.03.21 - 2011.10.28）             |                                                        |
| －                                                     | 結·分@謊情式 （2011.10.31 - 2012.05.13）               |                                                        |

| 馬來西亞 Astro華麗台 星期一至五 21:00-21:30 時段 | 馬來西亞 Astro華麗台 星期一至五 21:00-21:30 時段 | 馬來西亞 Astro華麗台 星期一至五 21:00-21:30 時段 |
| ------------------------------------------------ | ------------------------------------------------ | ------------------------------------------------ |
|                                                  | 誰家灶頭無煙火 （2011.10.24 - 2012.06.01）       |                                                  |
| 依家有喜 （2011.07.04 - 2011.10.21）             | 結·分@謊情式 （2012.06.04 - 2012.12.24）         |                                                  |
| 馬來西亞 Astro至尊HD 星期一至五 21:00-21:30 時段 |                                                  |                                                  |
| －                                               | 誰家灶頭無煙火 （2011.10.24 - 2012.06.01）       | 結·分@謊情式 （2012.06.04 - 2012.12.24）         |

| 星和娱家戏剧台 劇集首映 星期一至五 22:00-22:30 時段 | 星和娱家戏剧台 劇集首映 星期一至五 22:00-22:30 時段 | 星和娱家戏剧台 劇集首映 星期一至五 22:00-22:30 時段 |
| --------------------------------------------------- | --------------------------------------------------- | --------------------------------------------------- |
|                                                     | 誰家灶頭無煙火 （2012.03.05 - 2012.10.12）PG        |                                                     |
| 依家有喜 （2011.11.14 - 2012.03.02）                | 結·分@謊情式 （2012.10.15 - 2013.04.25）            |                                                     |